# CONCACAF U-17-Meisterschaft der Frauen 2024
Die CONCACAF U-17-Meisterschaft der Frauen 2024 fand vom 1. bis zum 11. Februar 2024 in Mexiko statt. Es war die neunte Ausgabe des Turniers. Aus der Veranstaltung gingen die U-17-Juniorinnen der Vereinigten Staaten zum sechsten Mal als Sieger hervor. Der Turniersieger sowie der Zweitplatzierte qualifizierten sich für die U-17-Weltmeisterschaft 2024 in der dominikanischen Republik.

## Schiedsrichterinnen
- Carly Shaw-MacLaren
- Kedeen Foster
- Deily Gómez
- Suliemy Linares
- Vimarest Díaz
- Glenda Lopez
- Berline Geffrard
- Neressa Goldson
- Lizzet García
- Janeishka Cabán
- Shandor Wilkinson
- Anya Voigt